# El Poblado (Manzaneda)
El Poblado (llamada oficialmente O Poboado) es una entidad de población situada en la villa y parroquia de Manzaneda, del municipio español de Manzaneda, en la provincia de Orense, Galicia.

## Demografía
| Gráfica de evolución demográfica de El Poblado entre 2000 y 2022 |
|                                                                  |
| Datos según el nomenclátor publicado por el INE.                 |